# 스타이펑
스타이펑(石泰峰, 1956년 9월 ~ )은 중화인민공화국의 정치인이다.

## 이력
- 산시성 위서현 출신
- 1978년~1982년 베이징 대학 법률학과
- 1982년 중국 공산당 입당
- 1982년~1985년 베이징 대학 법률학과 석사 학위
- 1985년~1990년 중국 공산당 중앙당교 법률학 교수
- 1990년~1992년 중국 공산당 중앙당교 과학적 사회주의 교연실 부주임
- 1992년~1996년 중국 공산당 중앙당교 과학적 사회주의 교연실 주임
- 1996년~2000년 중국 공산당 중앙당교 정법 교연실 부주임, 주임
- 2001년~2010년 중국 공산당 중앙당교 조직부장, 부교장
- 2010년~2017년 장쑤성 조직부장, 성장
- 2017년~2019년 닝샤후이족자치구 당서기
- 2019년~2022년 네이멍구자치구 당서기
- 2022년 중국사회과학원 원장(4월-10월), 사임
- 2022년 중국 공산당 중앙 통전부 부장, 제20기 중국 공산당 중앙정치국 위원, 중앙서기처 서기

## 같이 보기
- 리다자오
- 리위안차오
- 리커창

| 전임 리지헝 | 내몽골 자치구 당위원회 서기 2019년 10월 ~ 2022년 4월 | 후임 쑨샤오청 |

| 전임 유취안 | 중국공산당 중앙통일전선공작부장 2022년 10월 ~ 2025년 4월 | 후임 리간제 |

| 전임 리간제 | 중국공산당 중앙조직부장 2025년 4월 ~ 현재 | 후임 현직 |